# HD157644
HD157644 — хімічно пекулярна зоря спектрального класу B9, що має видиму зоряну величину в смузі V приблизно  8,3.
Вона  розташована на відстані близько 2811,7 світлових років від Сонця.

## Пекулярний хімічний склад
Зоряна атмосфера HD157644 має підвищений вміст 
Si
.